# Gardner, Kansas
Gardner är en stad (city) i Johnson County, i delstaten Kansas, USA. Enligt United States Census Bureau har staden en folkmängd på 19 433 invånare (2011) och en landarea på 26,2 km².